# 가모역 (교토부)
가모역（일본어: 加茂駅, かもえき）은 일본 교토부 기즈가와시에 있는 서일본 여객철도의 철도역이다. 야마토지 선에서 이코카 및 제휴 교통카드를 사용할 수 있는 마지막 역으로, 가사기역부터는 사용할 수 없다.

## 역 구조

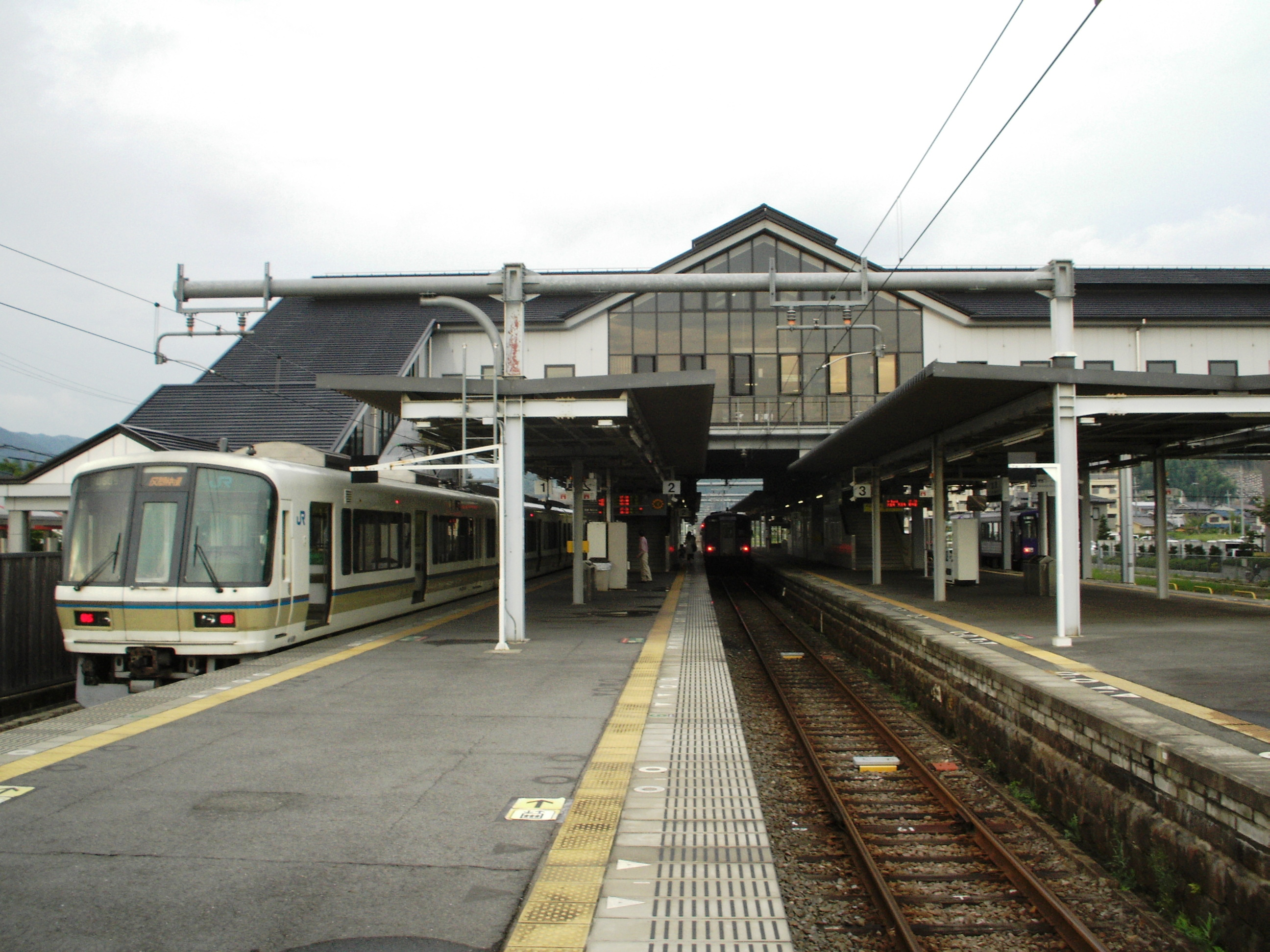
홈의 상태. 야마토지 쾌속이 정차 중이다.(2007년 8월)

2면 3선의 섬식 승강장이 있는 지상역으로, 고가 역사이다. 중앙의 선（2・3번 승차장）은 양측에 홈이 있다. 기즈 방면은 전기철도 선로이고, 가사기 방면은 비전기철도 선로이다.
| 1 | ■야마토지 선 | 나라・덴노지・JR 난바・오사카 방면 | （기본적으로 이 홈을 사용）           |
| 1 | ■간사이 본선 | 이가우에노・쓰게・가메야마 방면    | （극히 일부 열차만 발착）             |
| 2 | ■간사이 본선 | 이가우에노・쓰게・가메야마 방면    | （기본적으로 이 홈을 사용）           |
| 3 | ■야마토지 선 | 나라・덴노지・JR 난바・오사카 방면 | （낮 시간대 이외의 일부 열차가 발착） |
| 4 | ■야마토지 선 | 나라・덴노지・JR 난바・오사카 방면 | （낮 시간대 이외의 일부 열차가 발착） |
| 4 | ■간사이 본선 | 이가우에노・쓰게・가메야마 방면    | （낮 시간대 이외의 일부 열차가 발착） |

## 역사
- 1897년 11월 11일 - 간사이 철도 이가우에노 ~ 가모 구간 개통에 따라 개업하였다.
- 1907년 10월 1일 - 국유화에 따라 일본국유철도의 소속이 되었다.
- 1909년 10월 12일 - 메이지 정부의 철도 선로 명칭 제정에 따라 간사이 본선의 일부가 되었다.
- 1974년 3월 16일 - 화물 취급을 중단하였다.
- 1987년 4월 1일 - 민영화에 따라 서일본 여객철도의 소속이 되었다.
- 2003년 11월 1일 - 가모 역을 포함한 가모 역 이서 구간의 이코카 사용이 개시되었다.

## 인접정차역
| 서일본 여객철도      | 서일본 여객철도 | 서일본 여객철도  |
| -------------------- | --------------- | ---------------- |
| 시·종착역            | ■ 야마토지 선   | 기즈 덴노지 방면 |
| 가사기 가메야마 방면 | ■ 간사이 본선   | 시·종착역        |

## 같이 보기
- 가모 역